# Museum Küppersmühle für Moderne Kunst

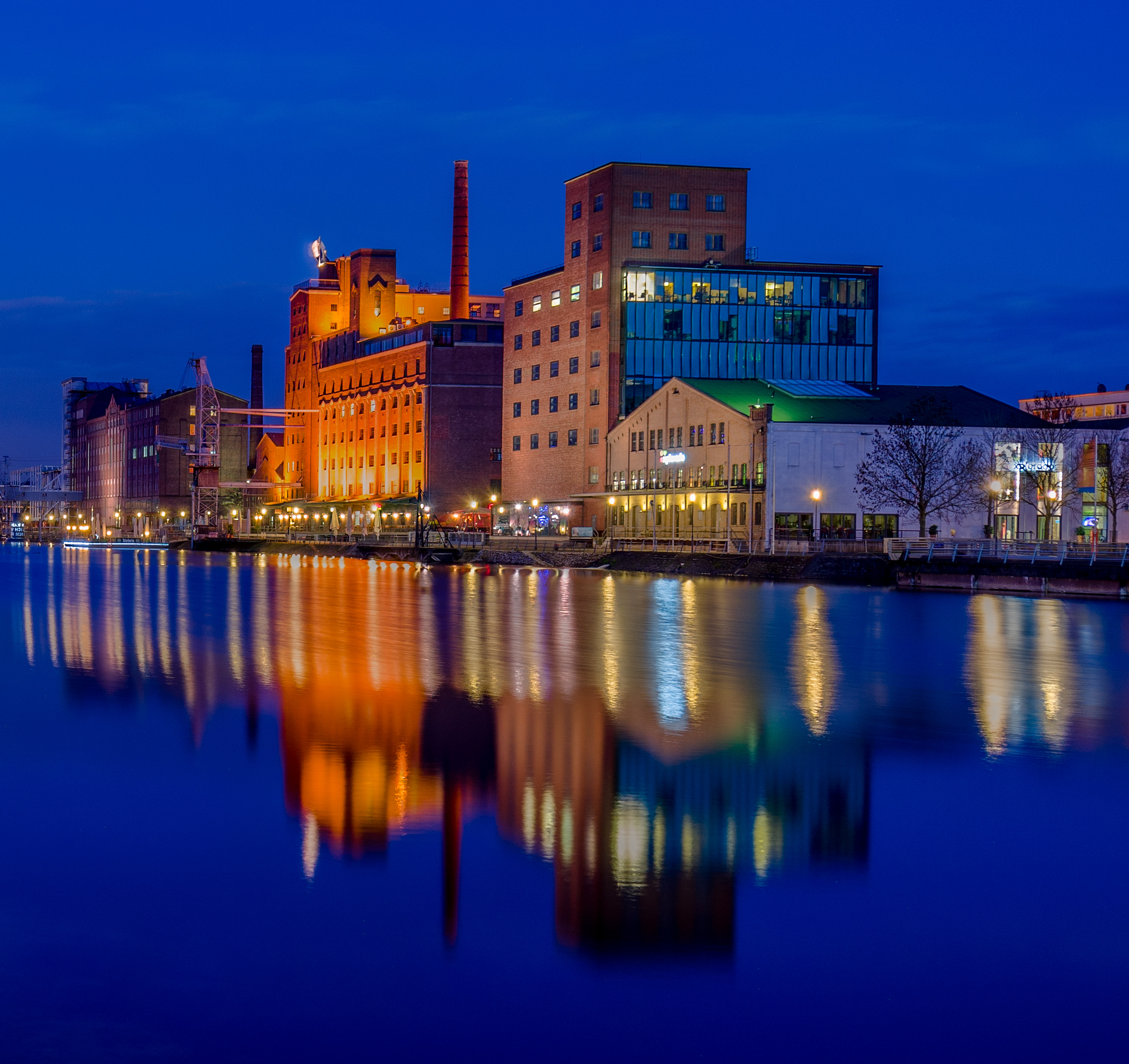
Küppersmühle und Werhahnmühle am Innenhafen bei Nacht (2014)

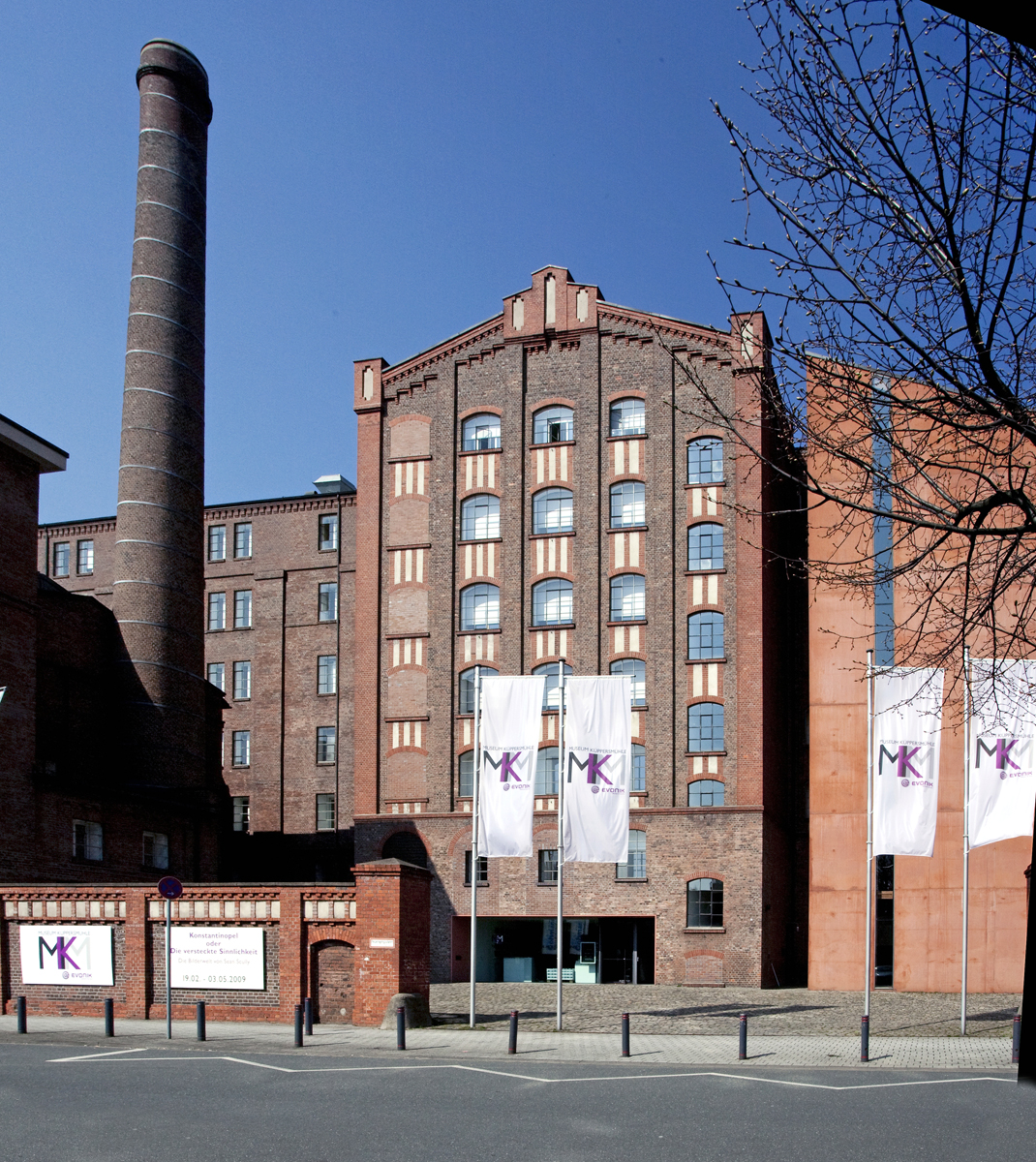
Museum Küppersmühle (2009)

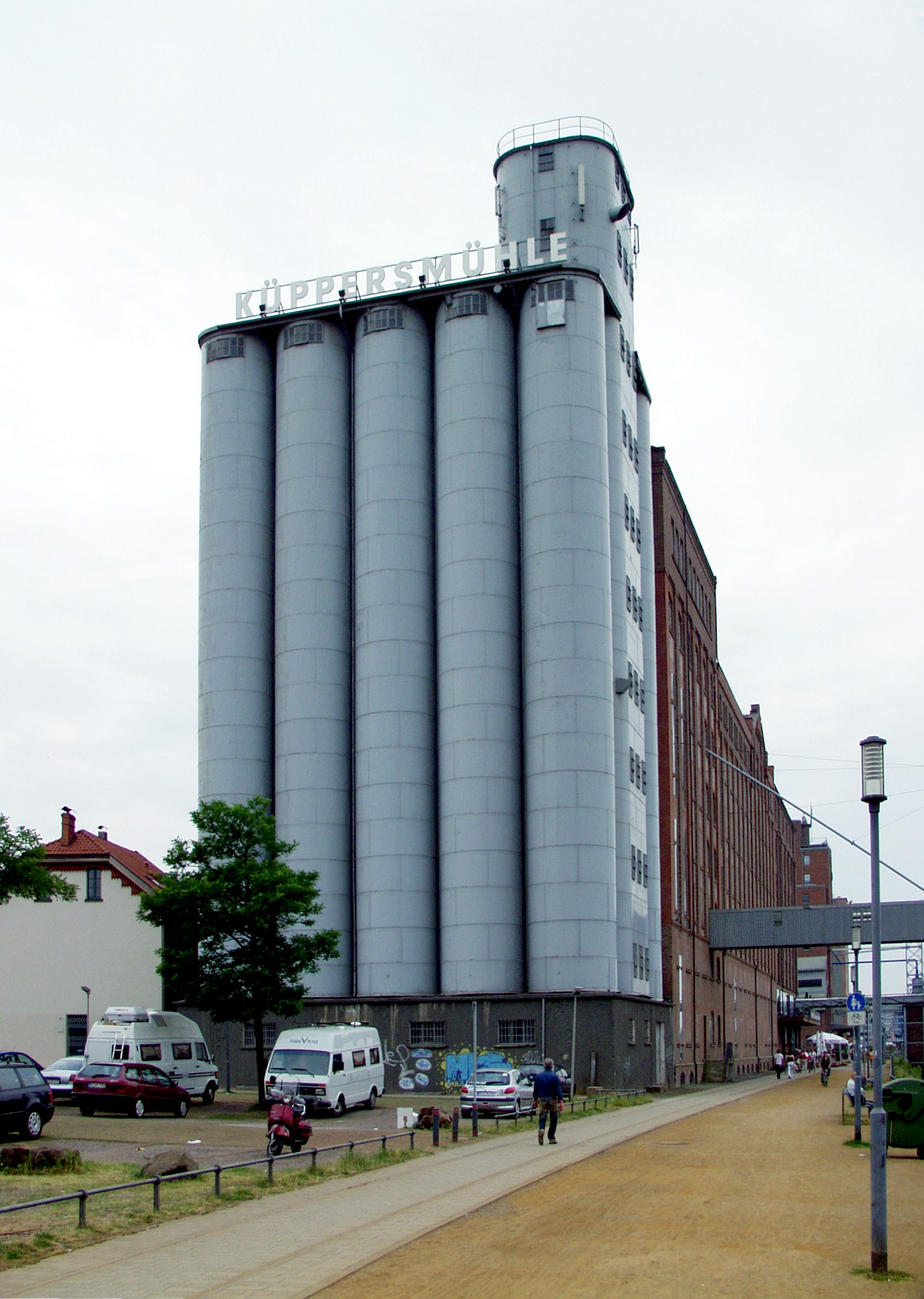
Silos der Küppersmühle (2006)

Das MKM Museum Küppersmühle für Moderne Kunst ist ein Kunstmuseum in Duisburg. Betreiber ist die Stiftung für Kunst und Kultur e. V. in Bonn. Direktor ist seit 1999 Walter Smerling.

## Mühlengebäude
1860 wurde ein Mühlenunternehmen gegründet; dieses ließ an dieser Stelle eine Mühle errichten. 1908 wurde diese Mühle durch einen dreiflügeligen, heute siebenstöckigen Neubau ersetzt. 1912 wurde es um einen Anbau im Westen mit freistehendem Kesselhaus und Schornstein erweitert. 1934 kamen auf der östlichen Seite die 42,75 Meter hohen Stahlsilos mit den grauen, röhrenförmigen Kammern hinzu. Zu den zahlreichen Abnehmern des hier produzierten Mehls gehörte auch die Beecker Brotfabrik Overbeck, die heute ebenfalls als Atelier und als Ort für Kunst und Kultur dient.  Als die Mühle 1969 mit den Küpperswerken in Homberg fusionierte, kam sie zu ihrem heutigen Namen. 1972 wurde sie stillgelegt; eine Bürgerinitiative bewirkte den Erhalt des abrissgefährdeten Baus. Im westlichen Teil und im Kesselhaus sind auch ein Restaurant und Büroräume untergebracht.

## Museum
Das Museum wurde im Jahre 1999 mit rund 3600 m² Ausstellungsfläche eröffnet und befindet sich in einem ehemaligen Getreidespeicher am Innenhafen Duisburg. Er wurde nach Plänen der Basler Architekten Herzog & de Meuron umgebaut. Initiator des Museumsprojekts war der Duisburger Kunstsammler Hans Grothe (1930–2019). Grothes Sammlung umfasste über 800 Werke von mehr als 40 deutschen Künstlern. Seit der Übernahme durch das Darmstädter Sammlerpaar Sylvia und Ulrich Ströher stieg die Anzahl der Ausstellungsstücke und der vertretenen Künstler noch erheblich an. Insgesamt handelt es sich um eine der umfangreichsten Sammlungen deutscher Nachkriegskunst, so dass den Besucher wechselnde Werke und Werkgruppen der einflussreichsten deutschen Künstler von den 1950er Jahren bis heute erwarten.
Viele der Sammlungskünstler gehören nicht nur in Deutschland, sondern auch international zu den wichtigsten, darunter Werke von Hanne Darboven, Georg Baselitz, Abraham David Christian, K.O. Götz, Candida Höfer, Gerhard Hoehme, Jörg Immendorff, Anselm Kiefer, Imi Knoebel, Markus Lüpertz, A. R. Penck, Sigmar Polke, Gerhard Richter, Bernard Schultze, Fred Thieler, Heinz Trökes und Rosemarie Trockel.
Zur Präsentation der ständigen Sammlung kommen jährlich bis zu vier Wechselausstellungen hinzu: Retrospektiven renommierter Künstler, thematische Gruppenausstellungen, Präsentationen aktueller Entwicklungen einzelner Künstler oder der Kunstszene eines Landes. Die Ausstellungsreihe „Akademos“ stellt das Werk der Professoren der Düsseldorfer Kunstakademie vor und jährlich findet der bundesweite Förderwettbewerb „Jugend Interpretiert Kunst/Deutsche Bank Stiftung Jugend-Kunst-Preis“ statt.
2011 fand im Museum eine vom Louvre übernommene Ausstellung mit Skulpturen des britischen Bildhauers Tony Cragg statt.
Im Jahr 2015 war das Museum Teil der großen Ausstellung China 8 - Zeitgenössische Kunst aus China an Rhein und Ruhr, die in insgesamt 9 Museen präsentiert wurde.

## Ausbau

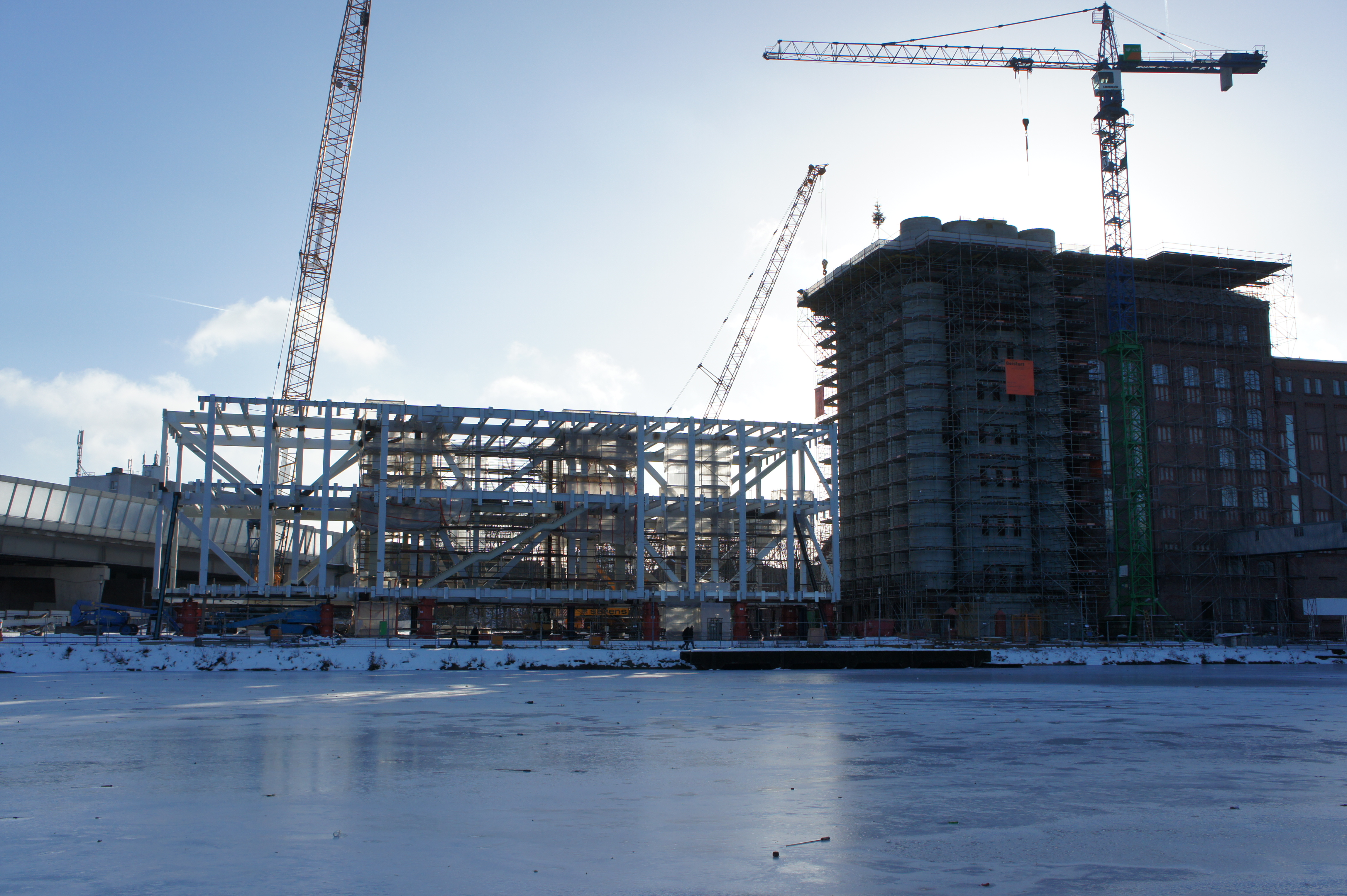
Bau des Erweiterungskubus
(Stand: 2. Januar 2011)

Im November 2008 entschied sich der Betreiber Stiftung für Kunst und Kultur e. V. Bonn für die Umbaupläne des bisher schon tätigen Architekturbüros Herzog & de Meuron, die ein Konzept ähnlich der Elbphilharmonie vorschlugen: Danach wird auf den Röhren des Stahlsilos ein Quader scheinbar freischwebend aufgesetzt. Auf zwei Etagen mit rund 2.000 Quadratmeter Ausstellungsfläche sollten 22 neue Räume entstehen. Baubeginn war 2009, die Fertigstellung sollte Ende 2011 sein. Die veranschlagten 30 Millionen Euro Baukosten werden durch Zuwendungen von Sponsoren (Evonik Industries, das Sammlerpaar Sylvia und Ulrich Ströher und ungenannte Spender) und durch den Trägerverein aufgebracht. Seitdem die Beteiligung von Evonik bekannt ist, wird im Logo des Museums (MKM) der mittlere Buchstabe nicht mehr in Rot, sondern in Deep Purple (CI-Farbe des Sponsors) dargestellt.
Im Juni 2011 wurde ein Baustopp für den Erweiterungsbau verhängt, da das Stahlgerüst des Erweiterungsquaders mit erheblichen Baumängeln hergestellt wurde. Die verantwortlichen Bauunternehmen sind insolvent, die Stahlkonstruktion ein Totalschaden. Die städtische Wohnungsbaugesellschaft GEBAG war wegen des inzwischen 34 Mio. € teuren Projekts in finanzieller Schieflage. Die Stahlkonstruktion erwies sich als nicht sanierbar und sollte eingeschmolzen werden, um wenigstens den Materialwert zu retten. Das neue Datum der Fertigstellung war zunächst offen; es war unklar, ob der Erweiterungsbau überhaupt noch realisiert werden würde. Die Sponsorin Sylvia Ströher machte die Geldvergabe für das Projekt von einer realistischen Kostenkalkulation abhängig. Die Arbeiten für die Verschrottung des Stahlgerüstes hatten inzwischen begonnen.
Am 17. Dezember 2014 wurde bekannt, dass das Sammlerehepaar Sylvia und Ulrich Ströher mit der Gründung der MKM-Stiftung die notwendigen Voraussetzungen geschaffen und das Schweizer Architektenbüro Herzog & de Meuron mit der Planung eines Erweiterungsbaus beauftragt hat. Anfang September 2016 begannen die Bauarbeiten für den Erweiterungsbau, die Grundsteinlegung war für das Frühjahr 2017 geplant und die Fertigstellung des Anbaus 2019. Kern der Entwürfe ist ein viergeschossiger Anbau, der über die historischen Silos mit dem Stammhaus des MKM verbunden wird. Damit vergrößert sich die Ausstellungsfläche um rund 2.500 Quadratmeter. In den erweiterten Räumlichkeiten soll die Ströher-Sammlung in ihrer ganzen Dimension sichtbar werden. Sie umfasst rund 1.500 Werke deutscher Kunst, ausgehend von den 1950er Jahren bis in die Gegenwart. Der neue Erweiterungsbau verlängert das MKM ebenerdig in Richtung der Autobahn. Eine zentrale Rolle soll künftig der Silotrakt spielen, der erstmals für Besucher zugänglich wird. Geplant ist zudem eine Aussichtsplattform auf den Silos. Im September 2021 wurde der Erweiterungsbau eröffnet.

## Filme
- Museum Küppersmühle für Moderne Kunst, Duisburg (= Museums-Check. Folge 74). Reportage, 30 Min., Moderation: Markus Brock, Produktion: 3sat. Erstausstrahlung: 24. April 2022.[11]